# Badia d'Abu Qir
La badia d'Abu Qir, Abukir o Aboukir (en àrab: خليج أبو قير) és una badia del mar Mediterrani, que es troba a la costa d'Egipte, a prop de la ciutat de Rosetta, al delta del Nil.
A uns 4 quilòmetres de la punta del port d'Abu Qir d'Alexandria, està ubicada la petita illa Nelson.